# 野原ひまわり

春日部市立春日部第1児童センターに設置されている野原ひまわりの立体像

野原 ひまわり（のはら ひまわり）は、臼井儀人の漫画作品『クレヨンしんちゃん』に登場する架空の人物。主人公・野原しんのすけの妹として登場する。アニメ版での声優はこおろぎさとみ。海外版の声優はコリーン・クリンケンビアード。

## 概要
初登場は原作16巻、アニメでは「赤ちゃんが生まれたゾ」（1996年9月27日放送のTVスペシャル）で誕生。埼玉県春日部市出身・同所在住。野原ひろしと野原みさえの間に生まれた長女で野原しんのすけの妹である。年齢は0歳。愛称は「ひま」「ひまちゃん」など。
言葉は話せず、基本的に「たい」「たいやい」、「たや」、「あ〜」「う〜」などといった喃語を発するのみであるが、指で写真や文字を指して意思表示をすることもある。みさえのことを指差して明確に「ペチャパイ」「オバチャン」と発音したことがあるほか、劇場版『クレヨンしんちゃん 嵐を呼ぶ 栄光のヤキニクロード』では、野原一家が集合した際の合言葉としてひまわりに割り当てられた「キムチ」という単語を明確に発音している。
ひまわりの発言は字幕スーパーで通訳される場合もある。周囲の人間にも彼女の考えは理解されることが多いが、しんのすけは特に理解しており、彼女の通訳にあたることも多い。映画『嵐を呼ぶ!オラと宇宙のプリンセス』のラストでは、しんのすけの事を初めて「にーに」と呼んだ。
アニメで1997年10月から2004年9月まで使用されていたアイキャッチでは、1話目終了時に後ろ向きに倒れ、3話目終了時にはシロと抱き合いながらしんのすけと共に「ジャジャジャジャーン」と言う。

## 人物像

### 名前の由来
ひまわりは、原作者の臼井儀人がネタ作りの限界を感じたことから登場した。「ひまわり」という名前は視聴者から一般公募された10万7135通の応募の中から臼井によって選出されたもので、女の子の名前だけで2,807通りの名前が寄せられていた。
アニメでは1996年10月18日放送分で名前が決まるまでのオリジナルストーリーが描かれた。
赤ちゃんの名前を決めるにあたって、野原一家は自分の名前が入った名前を提案したり、しんのすけが幼稚園の面々に候補を挙げてもらうなどしたが、いずれも決定に至らないまま出生届の提出期限が迫っていた。
そんな折、祖父母の銀の介・つるが出産祝いに野原家を訪れる。悩んだ野原一家が銀の介に相談すると、彼は「野原家伝統の命名方式」を提案。家族各々が自分の考えた名前を墨で紙に書き、それを紙飛行機にして一番長く飛んだものに決定する、という手法であった。一同が書いた名前は、銀の介が「ぎん子」、つるが「かめ」、ひろしが「りえ」、みさえが「ゆずほ」、しんのすけが「ひまわり」であった。
対決の結果は、しんのすけの紙飛行機が一番長く飛んで勝利した。しんのすけの紙飛行機は一度は壁にぶつかり落ちそうになってしまうが、ひまわり自身が手を仰いで軌道を逸らしたことで勝利に導いた。その様子を見た銀の介は「この子が自分で（この名前を）選んだ」と解釈し、そこに書かれていた「ひまわり」で決定となった。偶然かどうか、ヒマワリはさいたま市南区の花であり、漫画の舞台である埼玉県に関連した名前となっている。

### 容姿・服装
ヘアースタイルはオレンジ色がかった茶髪の天然パーマのカール。前髪のカールはドライヤーで乾かしただけで元通りになるほどの強い癖毛である。
顔の輪郭は下膨れで、これはひろしを除いた野原家の遺伝である。頬は非常に柔らかく艶があり、しんのすけが「オラの尻よりツヤツヤだ」と驚くほど。その姿は幼児期のみさえに髪質を除いて瓜二つである。体重は8 kg。
原作での服装は主に赤いベビーウエア。アニメでは黄色のベビーウエアに、カエルの小さい刺繍がついている白い前掛けを着用している。
雑誌のモデルになったり、花屋からもらったアクセサリーをつけた姿が周囲をくぎ付けにしたり、託児所でひまわりを巡って男の子同士が争うなど、美貌の持ち主でもある。

### 性格・能力
みさえに似て光モノ好き。面食いで、惚れっぽく冷めやすい。異性に弱い点は両親や兄からしっかり受け継がれており、特にイケメン相手になるとしんのすけやひろしが雑誌の切り抜きで作ったお面でも見惚れてしまう。ひろし曰く「むなしいあやし方」。
定期検診や散髪等で自分の面倒を見てもらうのはイケメンに限定している。イケメンにしてもらえない場合は、赤ん坊としての特権を使って無理やりにでもイケメンにしてもらおうとする。例えば、初めての注射では、ひまわりの担当医の隣にイケメン医師がいたが、担当医がいよいよ注射をする瞬間、爆音で大泣きをした挙句、担当医の頬を引っ張って頑なに拒否をした。イケメン医師が抱くとうって変わって大人しくなり、イケメン医師による注射をしてもらうことを果たした（注射でも泣かなかった）。また、体調を崩した時に病院に行こうとするものの、不細工やお気に入りでない医師だった病院には行きたがらないため、みさえはイケメン医師のいる所を探してあてて行かなければならなくなるが、探し当てた病院先でもひまわりが注射される際に蹴り返してイケメン医師の腕に注射針を刺す事故を起こす等でまた出入り禁止となる病院を増やしてしまい、悩みの種となっている。
また、みさえに似て気が強いおてんばで、しんのすけにおしおきをするほどである。おしおきは、みさえがしんのすけに体罰として使う「頬引っ張り」であるが、この技はしんのすけがお菓子やデザートを独り占めあるいは半分この約束でありながらほとんどを食べたりしたときに使う。違いとしてみさえはしんのすけの頬の外側を横に引っ張るが、ひまわりはしんのすけの口の中に手を入れて頬の内側から横に引っ張る。
戸津加源基など、同世代の男児から好意を向けられることもあるが、大人の男性以外には興味がなく冷めている。
好きな光モノは主にネックレスやイヤリングなどの装飾品で、その他金属類やサバ寿司、ボーちゃんの鼻水まで好む。
みさえが宝石などの目利きがまるでできないのに対し、目利き力に関しても高い水準にあり、安物の帽子よりも高価な帽子に食いついたり、イミテーションのネックレスをすぐさま見破ったりできる。食感も敏感であり、しんのすけがベビーオレンジジュースを切らしていたので仕方なく高級メロンジュースを飲ませると、一気に飲み干した。
みさえの光りモノを隠すことも多々あり、53000円（分割払い）の高級ネックレスをトイレに隠し、知らずにトイレに入ったしんのすけに流される、見つけたネックレスを誤ってパスタ機に落とし、知らずにパスタ機を動かしたみさえにそのまま破砕されてしまうなど、最終的に損失させてしまうこともしばしばある。
自己中心的で、自分の望みが叶えられないと暴れだし、前述の通り周囲に災難をもたらす。また、美女に鼻の下をのばすひろしやしんのすけには、みさえと同様に嫌悪感を示している。機嫌が悪いときや怒ったときのみさえには恐怖心を持っており、ひろしやしんのすけが怯えているときは男性側に付くことが大半である。アニメ版では、続いてひろしやしんのすけは2人そろってゲンコツあるいはぐりぐりの鉄拳制裁を被るが、赤子であるひまわりは被ることはない。そのため野原家では唯一、みさえの鉄拳制裁を被る事のない存在である。
酒の匂いやお猪口、寿司など年齢層にそぐわない物を好むなど個性的である。
さらに0歳児とは思えないほど高い知能と知恵を兼ね備えており、しんのすけやみさえを凌駕するほど計算高く、自分の罪をしんのすけやひろし、果てはシロといった他人になすりつけるのは日常茶飯事である。時にはみさえや、むさえ、北本、桜田ネネ、鳩ヶ谷ヨシりんといった普段は野原一家をそれぞれ振り回すほどの強かさや抜け目なさを持った人物やトラブルメーカーをも翻弄して手こずらせたり、一泡吹かせるほどである。もっとも、登場当初はほぼ疑われることはなかったが、悪戯が何度か露見するようになってからはみさえに叱られることが増えてきた。他には化粧台荒らしでみさえがしんのすけの仕業と疑うこともあったが、みさえがしんのすけを説教している隙にひまわりが化粧台で遊んでいることで結果的に自白することとなり、しんのすけを疑ったみさえを唖然とさせ、しんのすけはみさえやひまわりに対して呆れていた（同時に妹として、しんのすけの無実を晴らすこととなる）。
その他、無邪気さ、純粋さが過ぎて家族に災難をもたらしたり、好奇心旺盛でハムスターを追いかけて台所を駆け回るなど、赤ん坊らしい一面もある。
兄のしんのすけとは喧嘩をすることがあるが、一緒に遊んだり、共に協力し合うなど基本的に兄妹仲は非常に良い。
階段を昇る、ハイハイで高速移動、おもちゃを棚の上に投げて雑誌を落とそうとする、積まれた段ボールに軽々と昇る、縁側から落ちてもピンピンしている、後述の通りネネと監視員の取り合い喧嘩に発展した際は、互角に闘うなど高い身体能力を誇り、非常にタフである。時にはひもでつながれたみさえ（52キロ）を引っ張るという離れ業もやってのけた。
初めてハイハイが出来るようになった描写は原作とアニメで異なっている。原作では、みさえの口紅をどうしても欲しがり、試行錯誤した結果、自力で出来るようになった（このシーンはシロが目撃していたが、野原家の3人はまだ知らなかった。3人がハイハイが出来るのを知るようになったのは、次話になってからである）。アニメではいつものように家計のやり繰りに困っていたみさえが、偶然しんのすけが見ていたテレビで「赤ちゃんハイハイで100万円」を知り、ひまわりをハイハイレースに出すため、特訓を始め、特訓自体は上手くいかなかったものの、1週間後には自然と出来るようになっていた（だが、きっかけとなった「赤ちゃんハイハイで100万円」はその週で終了してしまった）。
歩行はできないが、ひろしのこぼしたカクテルで酔っ払い、歩行したことがある。
みさえ同様酒癖はかなり悪く、酔っ払うと普段とは別人のように暴れだす。皿回しができるようになる。
父母や兄譲りのガッツや行動力、勇猛果敢さも持ち備えている。映画『嵐を呼ぶジャングル』でも、両親が猿軍団にさらわれ、兄も大人達を探しに友達と一緒になって孤島のジャングルに行ったきり帰ってこない事にしびれを切らし、食料とオムツを持ってシロと共にジャングルへ入っていくという大胆不敵な行動に出る。そして無事に兄と再会を果たした際には感極まって涙をこぼしており、彼女の勇猛な姿を見たマサオは「ひまちゃんはたくましい」と感心していた。
しんのすけと同じく、ひまわりの行動によって悪人や非常識な人間が成敗・改心されるパターンが多く見られる。ただし、しんのすけに比べ無差別に被害を与えてしまうケースが多い。
母みさえが風邪気味だという事情（みさえからは頼んでいないが、心配した園長が進んで子守を引き受けた）で幼稚園に預けられた事もあるが、職員室から抜け出して暴れまわったため、園長からは「しんのすけ君を凌ぐふたば幼稚園史上最強の問題児になるだろう」と評された。
野原家ではある意味、家族を円満に纏める能力を持つ。例えば、ちょっとしたいざこざからひろしとみさえが夫婦喧嘩になることがあるが、しんのすけは大抵は火に油を注ぐように喧嘩を大きくしてしまうのに対し、ひまわりは喧嘩をなだめる役となっている（泣く、あるいは悲しい顔をして喧嘩をやめさせる）。また、しんのすけにとってもみさえからの体罰の盾ともなっている。例えば、しんのすけの悪戯（つまみ食い等）に加担してみさえにそれを発見された場合、2人への叱責だけに終わり、しんのすけは結果的にゲンコツ等の体罰は免れている（ただし、原作ではひまわりも共にみさえのゲンコツを食らっているシーンがある）。
他にも同年齢さらにはしんのすけの同級生でさえも舎弟扱いにするが、自分のアシストをしたり、面倒をしっかりと見てくれた人はしっかりと大事にする優しさも持つ。しんのすけが風邪をこじらせたことで、おケイおばさんに預けられたときはひとしを舎弟扱いにしてこき使っていたが、帰宅の際にはきちんとこなしてくれたことをしっかりと褒める、しんのすけがマサオ君にひまわりの世話を丸投げした際は、マサオ君がしっかりやってくれたことを評価してしんのすけが世話をサボった事をみさえに報告する、等と自分を大切にした人間はしっかり評価している。

### 習慣・癖
まだ乳児ということもあり、いかなる場所でも排泄をする（ひろしは、顔の上でされることもあり）。また、みさえがおまるを使った排泄を教えるも、習得には消極的である（しんのすけは習得は早かったが、みさえはしんのすけの習得能力は特殊とも評している）。そのため、緊迫した場面や他人の口内での排便などもお構い無しで、周囲を翻弄させる。みさえ（時々、ひろしやしんのすけ）がおむつ交換をする際は下半身が露出されることとなるが、しんのすけは前も出す描写があるのに対し、ひまわりはお尻を出すだけ、あるいは前を描写するときは膝を閉じる等と隠した状態となっている。
それ以外にもイケメンに一目惚れし頬を赤くしたり、離れるときに暴れる、みさえの女性週刊誌を手に入れるためにおもちゃを高々と投げる、光モノに目がくらみとんでもない行動を起こす等、様々な行動を起こしている。
イケメン男性の写真（雑誌のページの切り抜き）や光モノ（みさえの装身具や光モノのチラシ）を密かなコレクション（どちらかと言えば、私物化のスタンス）にしている。それらは布団の下か、服の中（さらには口の中）に隠している。掃除の際にみさえに捨てられたり、装身具（=みさえの所有物）を取り返されると、激しく逆上する。
劇場版『クレヨンしんちゃん 暗黒タマタマ大追跡』ではこれが原因で、大スペクタクルに野原一家が巻き込まれることになる。
また、光モノ以外では革の鞄がお気に入りらしく、ひろしの鞄に執着して離れなかったことがある。
酒の匂いや大人の食べるものが好きらしく、しばしばなめる、食べるなどする。恋愛ドラマや昼ドラマ、昼下がりの電話相談に興味津々になる事もある。
母親のしぐさや生活習慣をよく観察し、真似る。寝ころんでミルクを飲む、グリグリ攻撃の真似をする、テレビ番組に向かって意見する、など、性格からしぐさまでほぼ母親の姿まる写しといったところである。
しんのすけのことが大好きな筋金入りのお兄ちゃん子。みさえと仲違いした際は「しんのすけに世話になる!」と頼ったり（直後にしんのすけに母乳を求めるも失敗し、みさえを許す）、他にも普段からしんのすけと遊んでおり、特に「ケツだけ星人」や「半ケツフラダンス」「ぞうさん踊り」などはお気に入りのようである。意見が食い違う事はほとんどない。みさえにしんのすけが子供としての意見を述べる際、しんのすけに共感している場合はしんのすけと同じ目の形となり、同じ仕草をする。ただ、接しているうちに下品な行為（みさえに向かって放屁をする等）までも真似をすることがあり、みさえにとっては悩みの種となっている。他にはしんのすけ（特にひまわりが産まれる前）と同様にみさえの化粧品を使っての悪戯行為もやることがある。
たまにゴットファーザー愛のテーマを兄妹で踊っていることもあるらしく、これを彼女が入園式で踊ったがために他の園児である美憂と喧嘩になった。
劇場版ではしんのすけと行動を共にすることも多く、時には抜群の連携を見せる事もあり、かなり太い絆で結ばれた兄妹である。
「ひまわりと絶交だゾ」においては、しんのすけのおもちゃを壊してしまい、そのことが原因でしんのすけに「絶交宣言」をされたときに絶望的な表情を見せ、家を出て行ったしんのすけの帰りを玄関先でずっと待っているなど、絆の強さの片鱗を見せている。しかし、反省しているのはしんのすけに嫌われた直後であって、時間が経つとまた悪戯し放題になる。この後もアイスを機に仲直りするが、しんのすけが食べる分を全部平らげたことで再度、絶交を言い渡される。
0歳児にして女としての自我が芽生えており、デパートの子供広場で桜田ネネと監視員の取り合い喧嘩に発展したり、小児科医に惚れ、「ミルク飲んだ後ブクブクをしてなかったわ」「勝負・紙おむつにしてくれば良かった」などと後悔したり、父親の顔を見て泣き、イケメンのお面をつけたしんのすけに喜ぶなど、一般的な0歳児をはるかに超えた異性への意識を持つ。
風間トオルにもすぐに懐いていた。
計算高い行動をとることもあれば、純粋すぎる行動をすることもある。
また、自分の乳児という立場を存分に利用して目的を達成することもある。逆に純粋すぎる行動でしんのすけを骨折させてしまった事もある。
劇場版などでかすかべ防衛隊の臨時隊員として加入することがある。
食欲も年齢に相応せず、かなりの旺盛である。好物はプリンで、みさえがしんのすけとひまわりの2人分を買ってくるものの、しんのすけの分までも横取りする、あるいはしんのすけに半分個しようと言われても全部食べようとしてしまうほどである。

### 笑い方
笑う際には、後ろを向いて目を見せず、口だけをニヤリとさせる。なお、後ろ向きの笑顔は登場人物全般、とりわけ野原一家に多く見られるが、他の登場人物が正面向きの笑顔も見せているのに対し、しんのすけとひまわりだけは（普段は）正面向きの笑顔を見せない。なお、アニメでは2000年代後半までの作画では顔は後ろ向きで笑って口は湾曲状で開いている状態に対し、2013年頃からの作画では顔は横向きで笑って口は三角形で大口開けている状態に差し替えられている。映画『クレヨンしんちゃん 超時空!嵐を呼ぶオラの花嫁』では国際警察になった大人ひまわりとして出演しているが、警察として金有増蔵を逮捕する際に警察手帳を示す際は、目を見せて正面で笑っているシーンがある。

### 戦闘能力
野原一家の中では乳児ということもあり戦闘シーンは少ないが、赤ちゃんならではの姿勢、視点で精神的なダメージを与えることも多い。また、野原家の中で反射神経は最も良い。潮干狩りに行った際にはひろし・しんのすけがマテ貝を捕まえるのに四苦八苦する中で最初の1回で捕まえる、家の中で飛び交う蚊を3人がなかなか退治できない中で最初の1回で叩いて退治する、等と他の3人が四苦八苦するようなことをたった一回でやってのけている。
映画版ではしんのすけの頭に乗ったり、シロにまたがって行動することが多く、行動力の低さを補っている。
劇場版『クレヨンしんちゃん 嵐を呼ぶ モーレツ!オトナ帝国の逆襲』では、20世紀博突入後にしんのすけやシロと共に敵の追っ手から逃げる際はしんのすけに背負われながら、背後から迫り来る敵の位置を的確に教えてしんのすけをサポートし、追っ手を振り切った。
同じく劇場版の『クレヨンしんちゃん 嵐を呼ぶ 栄光のヤキニクロード』では、ひろしが敵を怯ませた後、ひろしに支えられて敵の顔に連続でひっかき攻撃の追撃を加えた後、キックでノックアウトする活躍を見せている。

## 成長後・将来
原作で幼稚園児となったひまわりは、入園式で他の園児と喧嘩して暴れたり、はからずもよしながに「チンコ」と大声で言わせてしまうなど、しんのすけに負けず劣らずの問題行動を起こしている。このほか原作では、10代 - 20代の姿のひまわりが登場する回がある。
アニメに登場するしんこは、建前上は「ひまわりの友人」としているが、実際は彼女の未来の姿である可能性が示唆されている。また彼女曰く「5歳になってからいつも怒られてばかりいる」との事。
劇場版の『超時空！嵐を呼ぶオラの花嫁』では、成長して大人の姿になったひまわりが国際警察の刑事として登場する。

### エンピツしんちゃん
しんのすけが小学1年生という設定の同作では、ひまわりは2歳に成長した姿で登場する。ヘアースタイルは0歳の時と同様、カールがあるが、後ろ髪を髪ゴムで纏めている。みさえと同様に早起きをする性格であり、常習的な寝坊癖のあるしんのすけを起こす役となっている。
歩行や会話ができるようになっており、みさえを「ママ」、しんのすけを「お兄ちゃん」と呼ぶ。言葉遣いは「ほーい」という返事や、「ママ、不倫しちゃダメよ」などしんのすけの影響を受けており、みさえにとっては悩みの種である。また、みさえ同様に流されやすい性格であり、しんのすけを起こすはずが、大好きな宝石のチラシに釣られて一緒に寝てしまった。

## キャスティング・演技
1996年9月27日放送分での誕生当初よりこおろぎさとみが担当しており、成長した姿や大人になった姿についても同様にこおろぎが担当している。1996年10月18日放送分で名前が決定するまでは、単に「赤ちゃん」とキャスティングされていた。
こおろぎはオーディションは受けておらず、直接ひまわり役に指名された。ひまわりを演じるにあたっては「可愛く演じようと思わないように意識している」という。また、こおろぎはあかちゃんの声を維持するのが大変であり、「通常の演技を要するキャラクターがひまわりと同時に出てきたときは困った」とも語っている。
一方、こおろぎはしんのすけ役の小林由美子との対談の中で、『しん次元! クレヨンしんちゃん THE MOVIE 超能力大決戦 〜とべとべ手巻き寿司〜』では特別意識することはなく、演じているという感覚すらなかったと話しており、具体的には「ひまわり」という物体を飲み込み、出てきた言葉がそのまま「ひまわり」の言葉になっていると説明している。また、動物役を多く演じてきた先輩の声優のアドバイスを受け、こおろぎは台本にひまわりの気持ちや本来のセリフを書くようにしている。

## 家族構成

### 主な家族・親戚
飼い犬にはシロがいる。以下のメンバーの詳細についてはクレヨンしんちゃんの登場人物一覧を参照。
- 父：ひろし（双葉商事勤務・35歳）
- 母：みさえ（旧姓:小山・29歳）
- 兄：しんのすけ（5歳）
- 伯父：せまし（ひろしの兄、秋田在住、農業経営・40歳）
- 伯母：野原育菜（せましの妻、旧姓:小鹿野、秋田在住、農業経営・27歳）
- 従兄：野原樹（ひろしの甥、育菜の連れ子、秋田在住、？歳）
- 従妹：野原菜摘（ひろしの姪、育菜の連れ子、秋田在住、5歳）
- 従弟：野原芽生（ひろしの甥、せましの子、秋田在住、0歳、原作のみ）
- 祖父：銀の助（ひろしの父、秋田在住）、小山よし治（みさえの父、熊本在住）
- 祖母：つる（銀の助の妻、秋田在住）、小山ひさえ（よし治の妻、熊本在住）
- 伯母：小山まさえ（みさえの姉、熊本在住、中学教師）
- 叔母：小山むさえ（みさえの妹、写真家の助手）
- 大叔母：ふさえ（みさえの叔母、アニメオリジナルキャラクター）
- 従姉：桜チル子（ひろしの姪、アニメオリジナルキャラクター。ひまわりとは面識がない）

### 系図
以下はひまわり視点の系図。
|                       |                       | 母方祖父 小山よし治（63） | 母方祖父 小山よし治（63） | 母方祖父 小山よし治（63） | 母方祖父 小山よし治（63） | 母方祖父 小山よし治（63） | 母方祖父 小山よし治（63） |                       |                       |                       |                       |                       |                       | 母方祖母 小山ひさえ（58） | 母方祖母 小山ひさえ（58） | 母方祖母 小山ひさえ（58） | 母方祖母 小山ひさえ（58） | 母方祖母 小山ひさえ（58） | 母方祖母 小山ひさえ（58） |                      |                      |                      |                      |  |  | 父方祖父 野原銀の介（65） | 父方祖父 野原銀の介（65） | 父方祖父 野原銀の介（65） | 父方祖父 野原銀の介（65） | 父方祖父 野原銀の介（65） | 父方祖父 野原銀の介（65） |                   |                   |  |  |                     |                     | 父方祖母 野原つる（62） | 父方祖母 野原つる（62） | 父方祖母 野原つる（62） | 父方祖母 野原つる（62） | 父方祖母 野原つる（62） | 父方祖母 野原つる（62） |  |  |
|                       |                       | 母方祖父 小山よし治（63） | 母方祖父 小山よし治（63） | 母方祖父 小山よし治（63） | 母方祖父 小山よし治（63） | 母方祖父 小山よし治（63） | 母方祖父 小山よし治（63） |                       |                       |                       |                       |                       |                       | 母方祖母 小山ひさえ（58） | 母方祖母 小山ひさえ（58） | 母方祖母 小山ひさえ（58） | 母方祖母 小山ひさえ（58） | 母方祖母 小山ひさえ（58） | 母方祖母 小山ひさえ（58） |                      |                      |                      |                      |  |  | 父方祖父 野原銀の介（65） | 父方祖父 野原銀の介（65） | 父方祖父 野原銀の介（65） | 父方祖父 野原銀の介（65） | 父方祖父 野原銀の介（65） | 父方祖父 野原銀の介（65） |                   |                   |  |  |                     |                     | 父方祖母 野原つる（62） | 父方祖母 野原つる（62） | 父方祖母 野原つる（62） | 父方祖母 野原つる（62） | 父方祖母 野原つる（62） | 父方祖母 野原つる（62） |  |  |
|                       |                       |                           |                           |                           |                           |                           |                           |                       |                       |                       |                       |                       |                       |                           |                           |                           |                           |                           |                           |                      |                      |                      |                      |  |  |                           |                           |                           |                           |                           |                           |                   |                   |  |  |                     |                     |                         |                         |                         |                         |                         |                         |  |  |
|                       |                       |                           |                           |                           |                           |                           |                           |                       |                       |                       |                       |                       |                       |                           |                           |                           |                           |                           |                           |                      |                      |                      |                      |  |  |                           |                           |                           |                           |                           |                           |                   |                   |  |  |                     |                     |                         |                         |                         |                         |                         |                         |  |  |
| 伯母 小山まさえ（35） | 伯母 小山まさえ（35） | 伯母 小山まさえ（35）     | 伯母 小山まさえ（35）     | 伯母 小山まさえ（35）     | 伯母 小山まさえ（35）     |                           |                           | 叔母 小山むさえ（26） | 叔母 小山むさえ（26） | 叔母 小山むさえ（26） | 叔母 小山むさえ（26） | 叔母 小山むさえ（26） | 叔母 小山むさえ（26） |                           |                           | 母 野原みさえ(29)         | 母 野原みさえ(29)         | 母 野原みさえ(29)         | 母 野原みさえ(29)         | 母 野原みさえ(29)    | 母 野原みさえ(29)    |                      |                      |  |  |                           |                           | 父 野原ひろし(35)         | 父 野原ひろし(35)         | 父 野原ひろし(35)         | 父 野原ひろし(35)         | 父 野原ひろし(35) | 父 野原ひろし(35) |  |  | 伯父 野原せまし(40) | 伯父 野原せまし(40) | 伯父 野原せまし(40)     | 伯父 野原せまし(40)     | 伯父 野原せまし(40)     | 伯父 野原せまし(40)     |                         |                         |  |  |
| 伯母 小山まさえ（35） | 伯母 小山まさえ（35） | 伯母 小山まさえ（35）     | 伯母 小山まさえ（35）     | 伯母 小山まさえ（35）     | 伯母 小山まさえ（35）     |                           |                           | 叔母 小山むさえ（26） | 叔母 小山むさえ（26） | 叔母 小山むさえ（26） | 叔母 小山むさえ（26） | 叔母 小山むさえ（26） | 叔母 小山むさえ（26） |                           |                           | 母 野原みさえ(29)         | 母 野原みさえ(29)         | 母 野原みさえ(29)         | 母 野原みさえ(29)         | 母 野原みさえ(29)    | 母 野原みさえ(29)    |                      |                      |  |  |                           |                           | 父 野原ひろし(35)         | 父 野原ひろし(35)         | 父 野原ひろし(35)         | 父 野原ひろし(35)         | 父 野原ひろし(35) | 父 野原ひろし(35) |  |  | 伯父 野原せまし(40) | 伯父 野原せまし(40) | 伯父 野原せまし(40)     | 伯父 野原せまし(40)     | 伯父 野原せまし(40)     | 伯父 野原せまし(40)     |                         |                         |  |  |
|                       |                       |                           |                           |                           |                           |                           |                           |                       |                       |                       |                       |                       |                       |                           |                           |                           |                           |                           |                           |                      |                      |                      |                      |  |  |                           |                           |                           |                           |                           |                           |                   |                   |  |  |                     |                     |                         |                         |                         |                         |                         |                         |  |  |
|                       |                       |                           |                           |                           |                           |                           |                           |                       |                       |                       |                       |                       |                       |                           |                           |                           |                           |                           |                           |                      |                      |                      |                      |  |  |                           |                           |                           |                           |                           |                           |                   |                   |  |  |                     |                     |                         |                         |                         |                         |                         |                         |  |  |
|                       |                       |                           |                           |                           |                           |                           |                           |                       |                       |                       |                       |                       |                       |                           |                           |                           |                           | 兄 野原しんのすけ(5)      | 兄 野原しんのすけ(5)      | 兄 野原しんのすけ(5) | 兄 野原しんのすけ(5) | 兄 野原しんのすけ(5) | 兄 野原しんのすけ(5) |  |  |                           |                           | 野原ひまわり(0)           | 野原ひまわり(0)           | 野原ひまわり(0)           | 野原ひまわり(0)           | 野原ひまわり(0)   | 野原ひまわり(0)   |  |  |                     |                     |                         |                         |                         |                         |                         |                         |  |  |